# Ван Винкл, Трэвис
Трэ́вис Скотт Ван Винкл (англ. Travis Scott Van Winkle; род. 4 ноября 1982, Викторвилл, Калифорния, США) — американский актёр, известный по фильмам «Нас приняли!», «Знакомство со спартанцами», «Психушка», «Пятница, 13-е» (2009) и «247 градусов по Фаренгейту», а также по телесериалу «Последний корабль».

## Биография
Трэвис Ван Винкл родился 4 ноября 1982 года в городе Викторвилл, штат Калифорния. Он — средний из трёх детей в семье. Когда ему было два года, семья переехала в Оскоду, штат Мичиган. Когда ему было 8 лет, они вновь переехали в Пичтри-Сити, штат Джорджия, где он окончил школу McIntosh High и учился в колледже до 20 лет. Позже он решил воплотить в жизнь мечты о карьере актёра и переехал в Голливуд. Трэвис исповедует веру бахаи.

## Карьера
Актёрским дебютом стало появление в комедии «Это так похоже на Рэйвен», а также в шоу «Одинокие сердца», «Сумасшедшее ТВ», «Малкольм в центре внимания» и «На седьмом небе». Сыграл одну из главных ролей в комедии «Знакомство со спартанцами», «Психушка», «Нас приняли!» и «Трансформеры». Снялся для рекламы бренда одежды Abercrombie & Fitch у Брюса Вебера. Появился в музыкальном видео Джулианны Хаф на песню «That Song in My Head».
Сыграл в ремейке «Пятницы, 13», вышедшем в прокат в 2009 году. Появился в клипе группы Smile Empty Soul на песню «Don’t Ever Leave». Снялся в нескольких эпизодах сериала «90210: Новое поколение» в роли Джейми, парня из колледжа, который встречается с Наоми Кларк.
В 2017 году Ван Винкл снялся в роли Скотта Хейса в оригинальном фильме «Рождественский отдых» вместе с Бриджит Риган.

## Фильмография

### Кино
| Год  | Название                              | Оригинальное название          | Роль                | Примечания     |
| ---- | ------------------------------------- | ------------------------------ | ------------------- | -------------- |
| 2004 | Инстинкты и рассудительность          | Instinct vs. Reason            | парень из общаги    |                |
| 2004 | Папа Билли-упаковщик сладостей        | Billy’s Dad Is a Fudge-Packer  | парень сестры Билли |                |
| 2005 | Признание                             | Confession                     | Скотт               |                |
| 2006 | Нас приняли!                          | Accepted                       | Хойт Эмброуз        |                |
| 2006 | Переполох в общаге 2: Семестр на море | National Lampoon’s Dorm Daze 2 | парень из общаги    | сразу на видео |
| 2006 | Забытая во тьме                       | Left in Darkness               | Корби               | сразу на видео |
| 2007 | Трансформеры                          | Transformers                   | Трент Демарко       |                |
| 2008 | Знакомство со спартанцами             | Meet the Spartans              | Сынио               |                |
| 2008 | Психушка                              | Asylum                         | Томми               | сразу на видео |
| 2009 | Пятница, 13-е                         | Friday the 13th                | Трент Сэттон        |                |
| 2011 | 247 градусов по Фаренгейту            | 247 °F                         | Йен                 |                |
| 2012 | Последний звонок                      | Last Call                      | Дэнни               |                |
| 2012 | Кровавая работа                       | Bloodwork                      | Грег                |                |
| 2012 | Церемония посвящения                  | Rites of Passage               | Харт                |                |
| 2020 | Проект «Рождественское желание»       | Project Christmas Wish         | Лукас               |                |

### Телевидение
| Год  | Название                      | Оригинальное название | Роль            | Примечания                                          |
| ---- | ----------------------------- | --------------------- | --------------- | --------------------------------------------------- |
| 2004 | Пятерняшки                    | Quintuplets           | Красавчик Хьюго | эпизод 1x17 «Date Night»                            |
| 2004 | Это так похоже на Рэйвен      | That’s So Raven       | Бен             | эпизод 3x07 «Double Vision»                         |
| 2005 | Малкольм в центре внимания    | Malcolm in the Middle | Филлип          | эпизод 6x13 «Tiki Lounge»                           |
| 2005 | Одинокие сердца               | The O.C.              | Кайл Томпсон    | эпизод 2x20 «The O.C. Confidential»                 |
| 2005 | Седьмое небо                  | 7th Heaven            | Брайан          | эпизод 10x06 «Helpful»                              |
| 2007 | Вероника Марс                 | Veronica Mars         | Патрки Никерсон | эпизод 3x19 «Weevils Wobble But They Don’t Go Down» |
| 2007 | Университет                   | Greek                 | Трэвис          | эпизод 1x07 «Multiple Choice»                       |
| 2009 | 90210: Новое поколение        | 90210                 | Джейми          | 4 эпизода                                           |
| 2010 | Закон и порядок: Лос-Анджелес | Law & Order: L.A.     | Колин Блейкли   | эпизод 1x01 «Hollywood»                             |
| 2011 | Счастливый конец              | Happy Endings         | Джон            | эпизод 1x10 «Bo Night»                              |
| 2011 | Две девицы на мели            | 2 Broke Girls         | Уильям          | эпизод «And the '90s Horse Party»                   |
| 2012 | C.S.I.: Место преступления    | CSI: Miami            | Майки           |                                                     |
| 2012 | Два с половиной человека      | Two & A Half Men      | Дилан           |                                                     |